# Clayton Blackmore
Clayton Graham Blackmore, valižanski nogometaš in trener, * 23. september 1964, Neath, Wales.
Blackmore je zaključil svojo profesionalno nogometno kariero januarja 2006, za tem je bil trener Bangor Cityja in Porthmadoga.